# رجیس دورن
رجیس دورن (انگلیسی: Régis Dorn؛ زادهٔ ۲۲ دسامبر ۱۹۷۹) بازیکن فوتبال سابق اهل فرانسه است که در پست مهاجم بازی می‌کرد. او بهترین گلزن لیگا 3 در فصل 10–2009 بود که 22 گل در طول فصل به ثمر رساند.
از باشگاه‌هایی که در آن بازی کرده‌است می‌توان به باشگاه فوتبال بیجینگ رن، باشگاه فوتبال اس‌وی زاندهاوزن، باشگاه ورزشی آمیان، باشگاه فوتبال هانزا روستوک، باشگاه فوتبال کیکرز اوفنباخ، باشگاه فوتبال استراسبورگ، و باشگاه فوتبال فرایبورگ اشاره کرد.